# بروس دجيتي
بروس دجيتي (بالإنجليزية: Bruce Djite)‏ ، من مواليد 25 مارس 1987 في واشنطن دي سي في الولايات المتحدة الأمريكية ، لاعب كرة قدم أسترالي.
يلعب مع نادي أديليد يونايتد.
يلعب مع منتخب أستراليا لكرة القدم.

## روابط خارجية
- بروس دجيتي على موقع الاتحاد الدولي (مؤرشف)  (الإنجليزية)
- بروس دجيتي على موقع اتحاد تركيا (لاعب) (الإنجليزية)
- بروس دجيتي على موقع دوري كوريا الجنوبية (الإنجليزية)
- بروس دجيتي على موقع إي إس بي إن إف سي (الإنجليزية)
- بروس دجيتي على موقع قاعدة بيانات كرة القدم.إي يو (الإنجليزية)
- بروس دجيتي على موقع ناشيونال فوتبول تيمز (الإنجليزية)
- بروس دجيتي على موقع Soccerway.com (الإنجليزية)
- بروس دجيتي على موقع عالم كرة القدم.نت (الإنجليزية)
- بروس دجيتي على موقع كووورة